# جون هووكر
جون هووكر (بالإنجليزية: Jon Hooker)‏ هو لاعب كرة قدم بريطاني، ولد في 31 مارس 1972 في لندن في المملكة المتحدة. لعب مع نادي برينتفورد ونادي غيلينغهام.

## وصلات خارجية
- جون هووكر على موقع قاعدة بيانات كرة القدم.إي يو (الإنجليزية)
- جون هووكر على موقع Soccerbase.com (لاعب) (الإنجليزية)